# Walter Peeraer
Walter Peeraer (1949) is een Belgisch voormalig bedrijfsleider.

## Levensloop
Walter Peeraer studeerde criminologie aan de Katholieke Universiteit Leuven. In 1976 ging hij aan de slag bij energiebedrijf Tractionel, dat later met Electrobel tot Tractebel fuseerde. Hij werkte er onder meer op het fiscaal en juridisch departement. In 1987 stapte hij over naar het fiscaal departement van Distrigas, waar hij opklom binnen het bedrijf en van 2000 tot 2001 directeur-generaal was. In 2001 werd Peeraer gedelegeerd bestuurder van Fluxys. In 2004 werd hij directielid van Electrabel, waar hij hoofd communicatie, strategie en administratie werd. Hij was tevens bestuurder van netbeheerder Elia, waarvan Electrabel een belangrijke aandeelhouder was. Vincent Wittebolle volgde hem bij Fluxys op, maar hij bleef er voorzitter van het uitvoerend comité. In 2009 ging hij met pensioen, maar keerde terug naar Fluxys en volgde Sophie Dutordoir als CEO op. Begin 2016 volgde Pascal De Buck hem op. Hij bekleedde tevens bestuursmandaten bij de energie-intercommunales Gaselwest, Imewo, Iveka, Iverlek, Sibelga en Eandis, alsook het Verbond van Belgische Ondernemingen en het Verbond van Ondernemingen te Brussel, en was lid van de Commissie voor nucleaire voorzieningen.